# Allium monanthum
Allium monanthum là một loài thực vật có hoa trong họ Amaryllidaceae. Loài này được Maxim. mô tả khoa học đầu tiên năm 1887.

## Hình ảnh

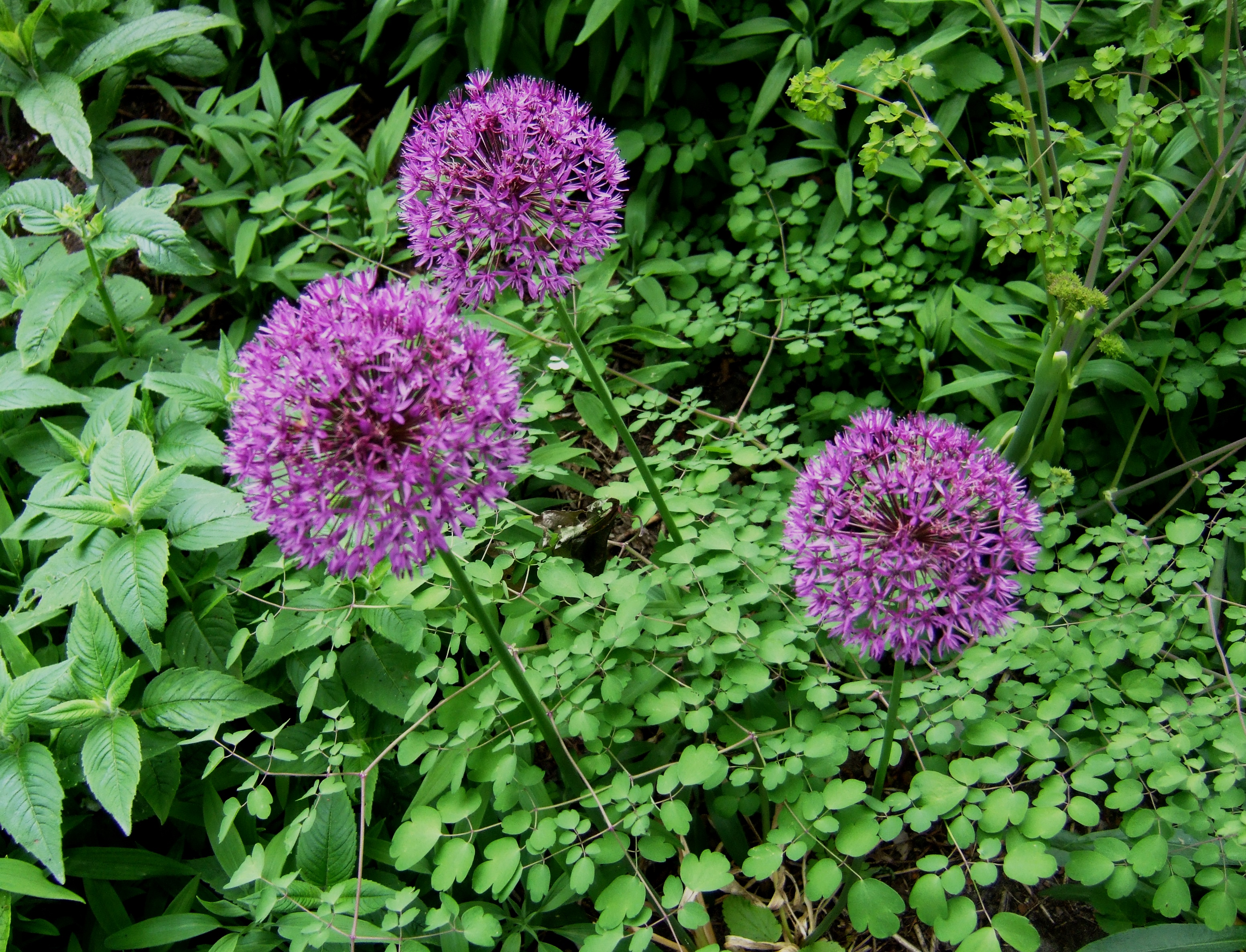
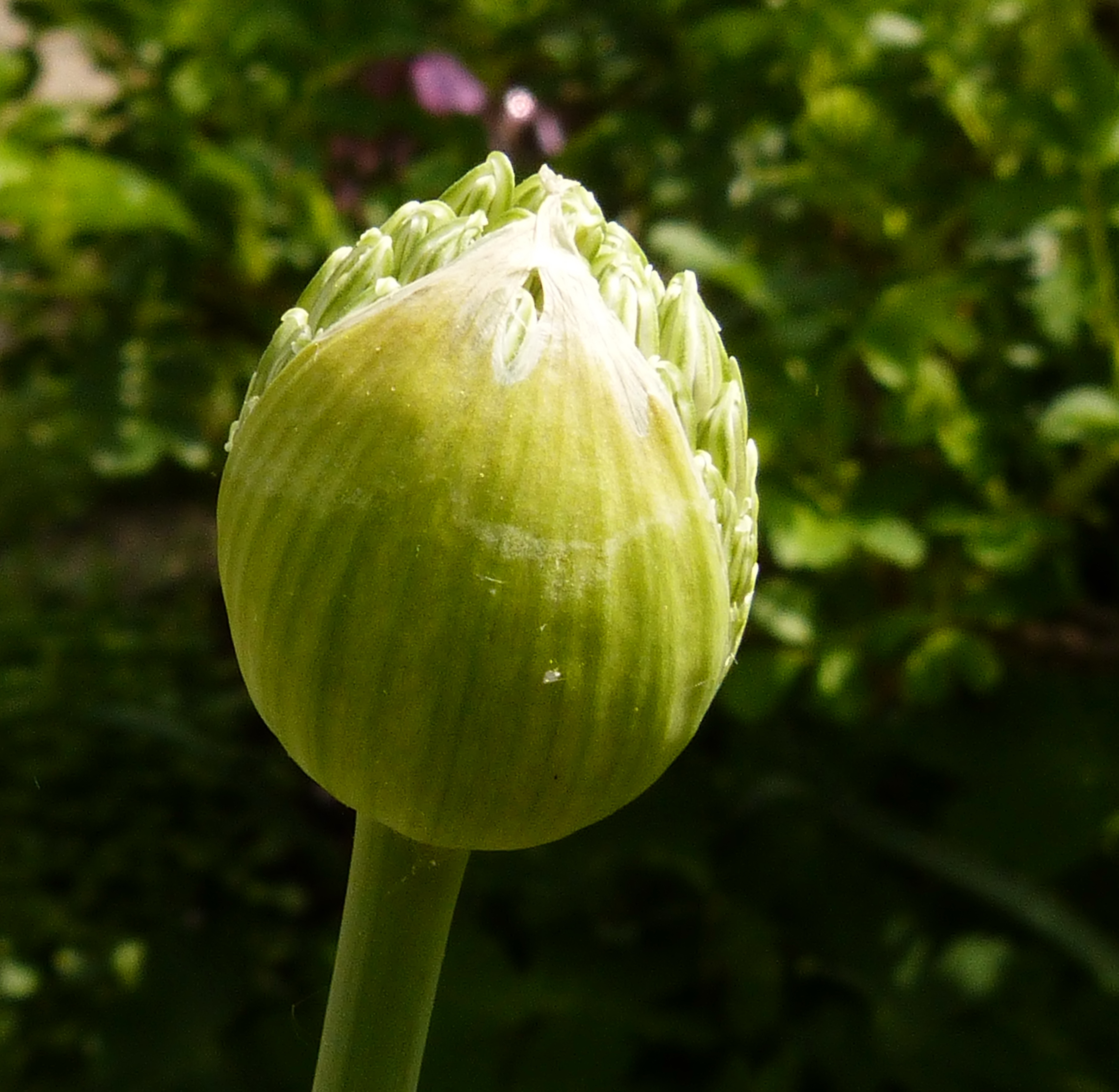
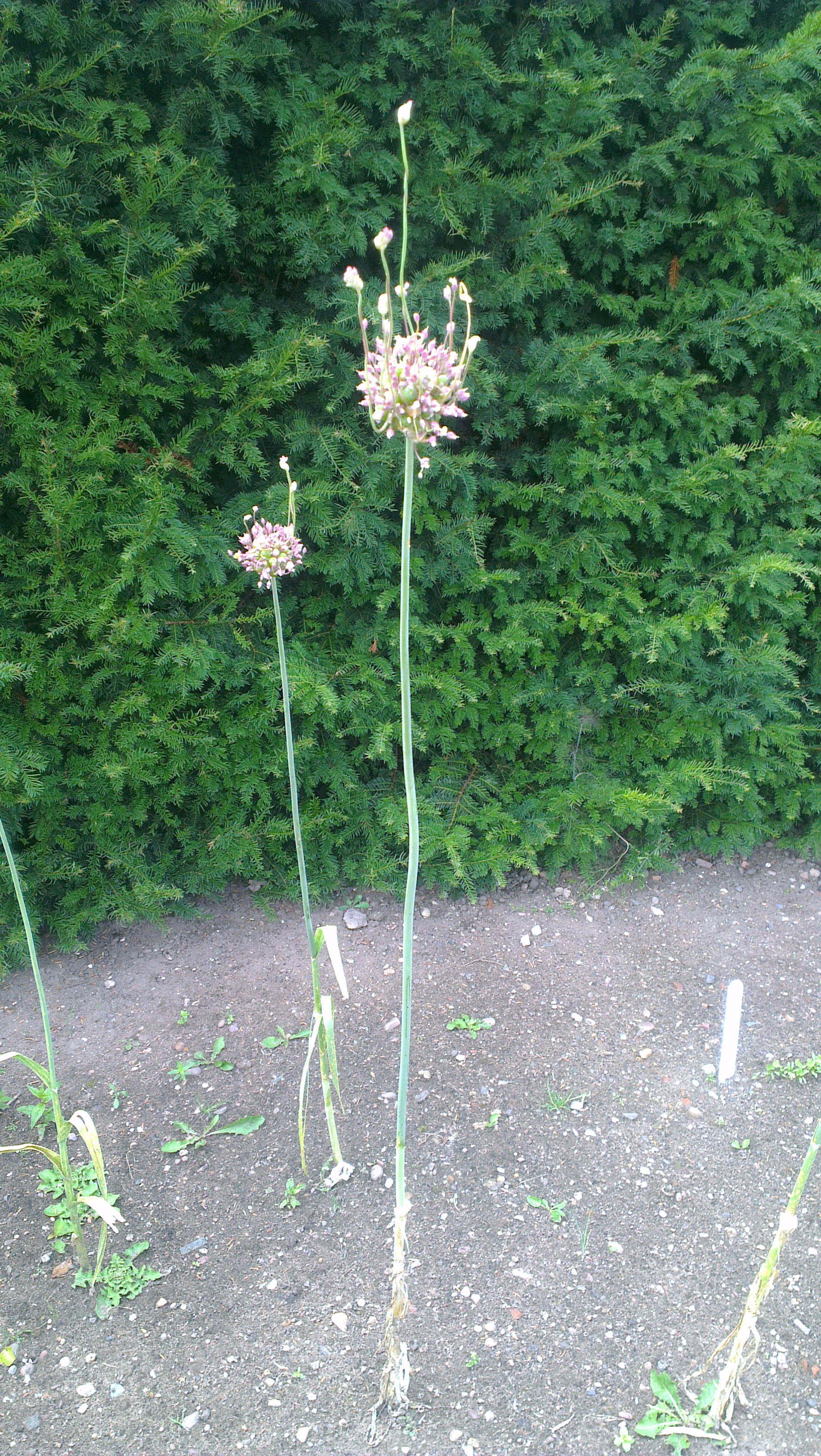
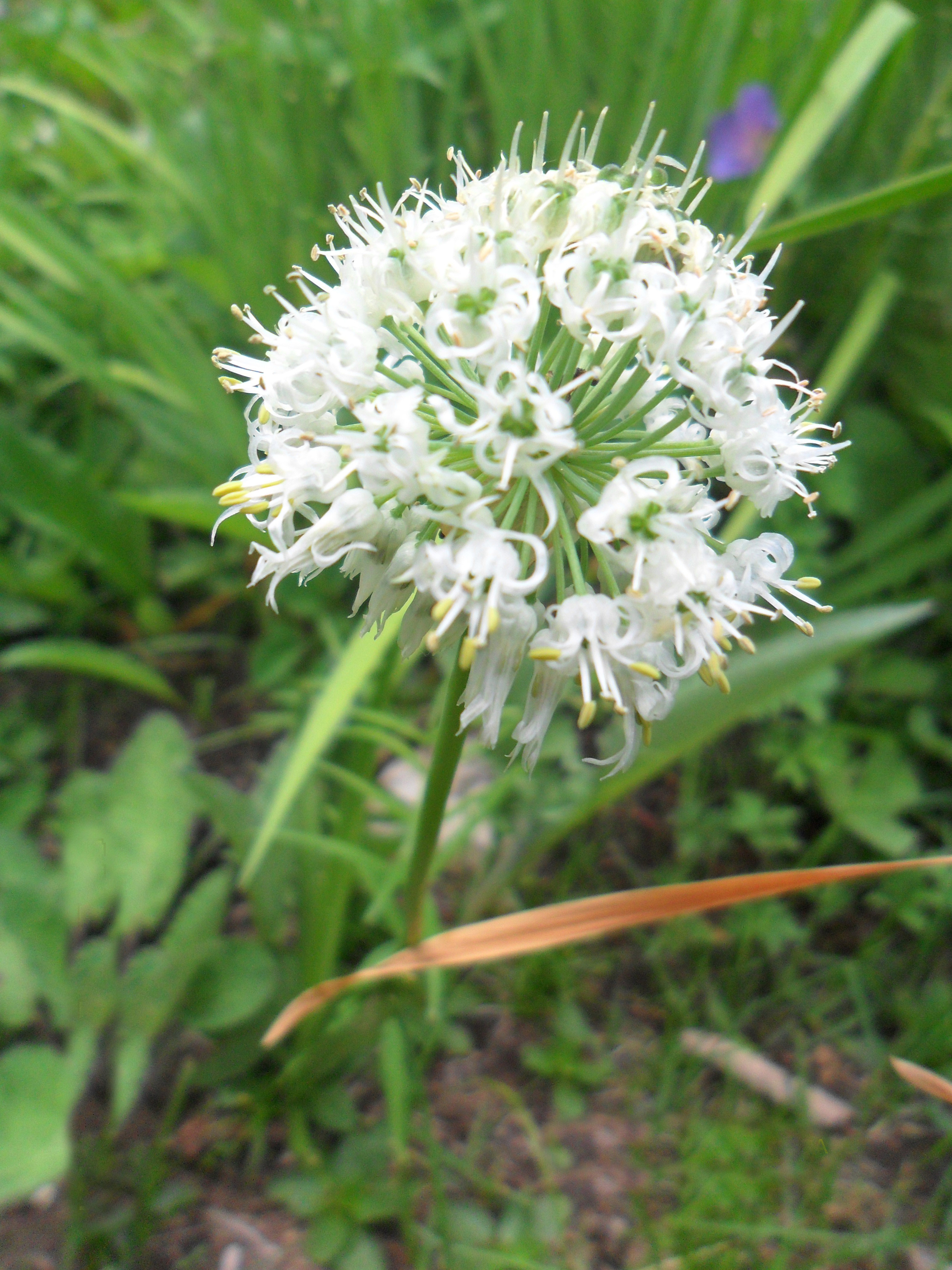